# Lycopus laurentianus
Lycopus laurentianus är en kransblommig växtart som beskrevs av Roll.-germ.. Lycopus laurentianus ingår i släktet strandklor, och familjen kransblommiga växter. Inga underarter finns listade i Catalogue of Life.